# 극장판 가면라이더 이그제이드: 트루 엔딩
《극장판 가면라이더 이그제이드: 트루 엔딩》(일본어: 劇場版 仮面ライダーエグゼイド トゥルー・エンディング)은 2017년 개봉한 일본의 액션 영화이다.

## 줄거리
가면라이더 이그제이드’의 진정한 엔딩이 펼쳐진다!
VR 세계에 사람들을 가둬 세상을 지배하려는 최강 악당 ‘게무데우스X’의 등장! 갑작스레 발생한 신형 바이러스 ‘버그스터’에 감염된 사람들이 의식불명 상태에 빠지고, 위험에 빠진 인류를 구할 유일한 히어로 ‘가면라이더’들은 악당 ‘게무데우스X’에 맞서 최후의 결투에 나서는데…! 과연 ‘가면라이더’들은 세상을 구할 수 있을 것인가?

## 출연진

### 한국어
주연
- 김혜성 : 도명호  가면라이더 이그제이드 역(전뇌)
- 류승곤 : 강인준  가면라이더 브레이브 (전뇌)
- 이호산: 한시완  가면라이더 스나이프 역(전뇌)
- 정재헌  : 현도현 가면라이더 겜마 역(전뇌)
- 김연우  : 박은설  가면라이더 뽀삐 역(전뇌)
- 박성영 : 정세한  가면라이더 레이저터보 역(전뇌)
- 서반석 : 파라드  가면라이더 패러독스 역(전뇌)

조연
- 최원형 : 강하일 역
- 윤아영 : 안나희 역
- 정의한 :  게무데우스X 역(소멸)
- 이재범 : 김성운 역
- 김진홍 : 최준영 역
- 강은애 : 이소율 역
- 김은연 : 소율 엄마 역

### 일본어
- 이이지마 히로키
- 세토 토시키
- 마츠모토 우쿄
- 마츠다 루카
- 오노즈카 하야토
- 카이 쇼우마
- 쿠로사키 레이나